# Bayraktar Mini UAV
Bayraktar Mini UAV — многоцелевой беспилотный летательный аппарат (БПЛА), разработанный турецкой компанией Baykar Makina. Изготовлен из композитных материалов. Запуск осуществляется с рук.

## История

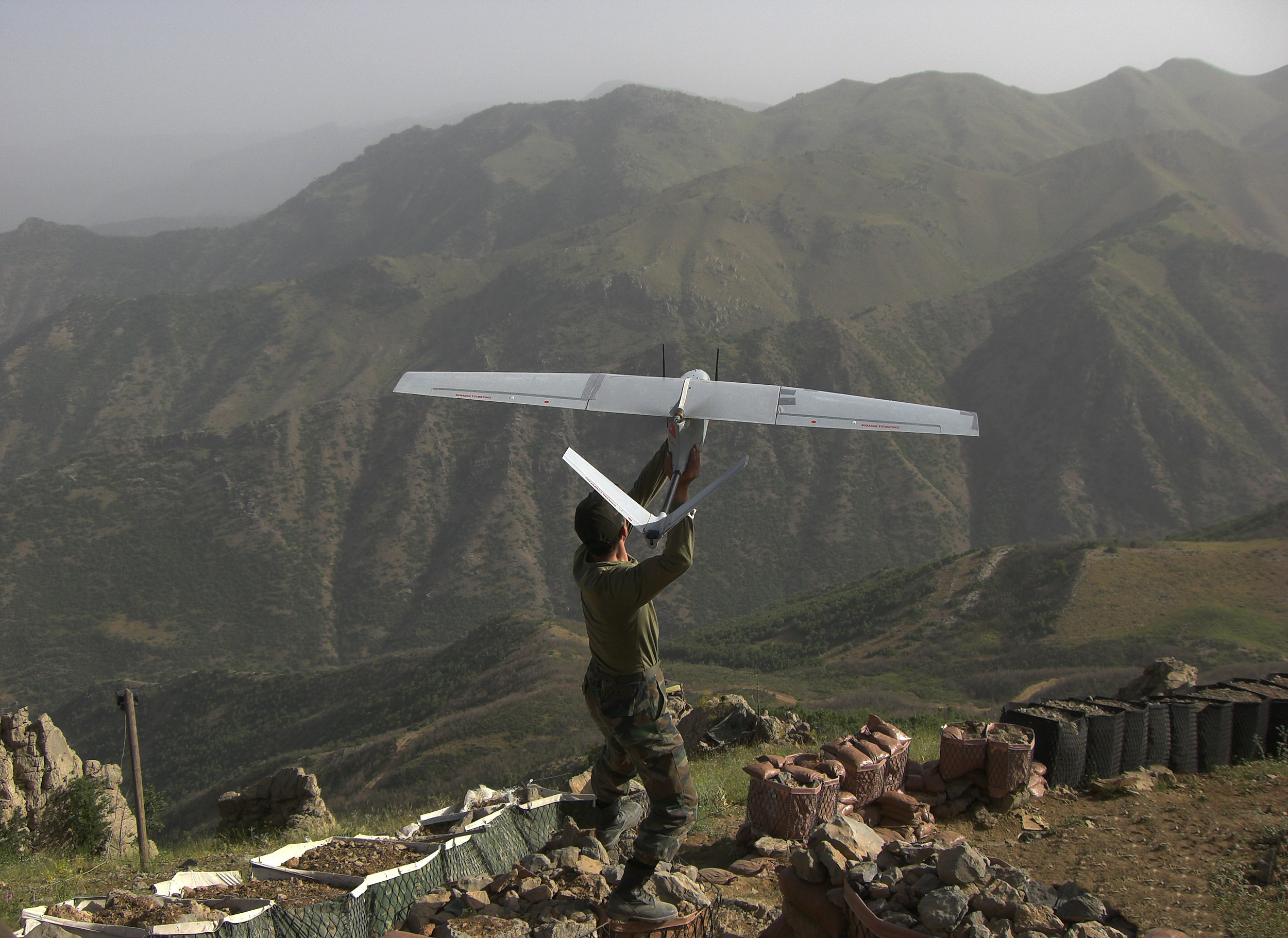
Запуск «Bayraktar»

БПЛА предназначен для разведывательных миссий, осуществляемых днём и ночью, на короткие расстояния.
Разработка началась в 2004 году. В 2005 год был создан первый опытный образец, получивший название «Bayraktar A». После серии успешных тестов было запущено серийное производство. Впоследствии был серьёзно доработан, новая версия получила название «Bayraktar B». С 2007 года Bayraktar B используется вооружёнными силами Турции. В 2012 году беспилотники также закупил Катар. В 2018 году Украина закупила 6 Bayraktar B и 200 авиабомб MAM-L и ракет UMTAS к ним, а также была достигнута договорённость о совместном с Турцией производстве этих БПЛА на территории Украины в городе Запорожье.

## ЛТХ
- Размах крыла, м: 1,6
- Длина, м: 1,2
- Масса, кг
  - 3,5 кг
- Крейсерская скорость, км/ч: 70
- Радиус действия, км 10
- Продолжительность полёта, ч 1
- Практический потолок, 1000 метров

## Операторы
Катар
 Ливия
 Турция
 Украина: 24 единицы на 2022 год